# Cernișoara
Cernișoara est une commune du județ de Vâlcea en Roumanie.